# オールナイトニッポン 週替わりスペシャル
『オールナイトニッポン 週替わりスペシャル』（オールナイトニッポンしゅうがわりスペシャル）は、ニッポン放送の深夜番組、オールナイトニッポンの金曜2部において1994年から1996年の間、木曜2部において1997年から1998年の間に、および、金曜1部において、2003年から2004年のに、それぞれ週替わりで放送されていた深夜放送ラジオ番組である。
（※この枠には特に統一タイトルが無かったため、本項目のタイトルとしては、オールナイトニッポン35周年記念アルバム「ON AIR オールナイトニッポン パーソナリティーズヒッツ」（ポニーキャニオン）のブックレットの年表に記載されているものに準拠。）

## 概要

### 1994年 - 1996年・金曜2部
金曜2部の枠が週替わりとなったのは1994年4月8日から1996年6月28日まで。そのトップを切ったのは、後に同じオールナイトニッポンの金曜1部のパーソナリティを務めることとなるますだおかだだった。この他にも、1995年から「ドリアン助川の正義のラジオ!ジャンベルジャン!」のパーソナリティとなるドリアン助川、そして後にオールナイトニッポンのパーソナリティとなる古内東子、木村匡也、西川貴教（T.M.Revolution）、くりぃむしちゅー（この当時は海砂利水魚）など、この枠で起用されたパーソナリティの中から後にニッポン放送でパーソナリティを務めている人が何人か出ている。初期の頃は吉本興業の芸人が数名出演する「ラジオ7丁目劇場」がほぼ月1回の企画、1995年10月から1996年6月まではThe JUICEのゆき丸がマンスリーパーソナリティを務めていた。

### 1997年 - 1998年・木曜2部
1997年10月9日から1998年3月26日までは、木曜2部の枠が週替わりとなった。ここでは、後枠でレギュラーパーソナリティを務めている桃乃未琴、同じく1998年4月からオールナイトニッポンのレギュラーとなったゆず、pee-ka-booの他、LF+R時代のオールナイトニッポン（当時は英語表記）レギュラーだったココリコ、植田朝日、後に『東貴博のヤンピース』のパーソナリティとなる東貴博が登場していることで、この時はプレ出演的な意味も多かったものと思われる。この他、当時ニッポン放送で現役パーソナリティだった岩男潤子（『岩男潤子と荘口彰久のスーパーアニメガヒットTOP10』）の登場や、この枠の前パーソナリティだったホフディラン、同じく1997年9月まで金曜2部のパーソナリティだったNOB（CURIO）の再登場もあった。

### 2003年 - 2004年・金曜1部
2003年10月3日から2004年4月2日の期間は金曜25:00〜27:00の枠が週替わりになった。ポルノグラフィティ、氣志團・綾小路セロニアス翔、長渕剛などの過去にレギュラーを担当し、復活放送したパーソナリティや、B-DASH、たいのっち、ドジャース・石井一久、MISIAなど、その後も2回以上特番で担当したパーソナリティもいる。最終回は、Mr.Childrenが担当した。

## 放送時間
- 毎週金曜日深夜 27:00 - 29:00 （金曜2部、1994年4月8日 - 1996年6月28日）
- 毎週木曜日深夜 27:00 - 29:00 （木曜2部、1997年10月9日 - 1998年3月26日）
- 毎週金曜日深夜 25:00 - 27:00 （金曜1部、2003年10月3日 - 2004年4月2日）

## 放送されていた局
1994年〜1998年
- ニッポン放送
- STVラジオ
- 栃木放送 （1995年10月から）
- 福井放送 （1995年9月まで）
- KBS京都
- 和歌山放送 （1995年9月まで）
- 西日本放送
- 高知放送 （1995年9月まで）
- KBCラジオ

2003年〜2004年
- 全国36局ネット

## パーソナリティ一覧

### 1994年
| 4月  | 8日 | ますだおかだ                                | 15日 | 東哲一郎（GOLD WAX）       | 22日 | Kei-Tee              | 29日 | 吉本銀座7丁目スペシャル | 吉本銀座7丁目スペシャル | 吉本銀座7丁目スペシャル |
| 5月  | 6日 | 木村匡也                                    | 13日 | MEN'S5                     | 20日 | 常盤貴子             | 27日 | アンバランス            | アンバランス            | アンバランス            |
| 6月  | 3日 | ユースケ・サンタマリア （当時ビンゴボンゴ） | 10日 | かっぱのドリームブラザーズ | 17日 | ネオン               | 24日 | 吉本ラジオ7丁目劇場     | 吉本ラジオ7丁目劇場     | 吉本ラジオ7丁目劇場     |
| 7月  | 1日 | 松野大介                                    | 8日  | 川崎真理子                 | 15日 | 千葉麗子             | 22日 | ドリアン助川            | 29日                    | 吉本ラジオ7丁目劇場     |
| 8月  | 5日 | 東京パフォーマンスドール                    | 12日 | 広島ピースコンサート'94    | 19日 | ザ・グレート・サスケ | 26日 | 岡田浩暉                | 岡田浩暉                | 岡田浩暉                |
| 9月  | 2日 | 吉本ラジオ7丁目劇場                         | 9日  | NAOKI （DOG FIGHT）        | 16日 | よゐこ               | 23日 | ガッチャマンスペシャル  | 30日                    | 井口一彦                |
| 10月 | 7日 | '94お笑いライブスペシャル                   | 14日 | L⇔R                        | 21日 | 遊佐未森             | 28日 | 古内東子                | 古内東子                | 古内東子                |
| 11月 | 4日 | 海砂利水魚 （現・くりぃむしちゅー）         | 11日 | 奥井亜紀                   | 18日 | 北斗晶               | 25日 | 藤生ゆかり              | 藤生ゆかり              | 藤生ゆかり              |
| 12月 | 2日 | BLOW                                        | 9日  | 小川範子                   | 16日 | キャイ〜ン           | 23日 | 鈴里真帆                | 30日                    | 近藤名奈                |

### 1995年
| 1月  | 6日 | 1995占いスペシャル                            | 13日 | RAZZ MA TAZZ                | 20日 | 服部祐民子                                         | 27日 | カヒミ・カリィ       | カヒミ・カリィ       | カヒミ・カリィ       |
| 2月  | 3日 | TAM TAM                                       | 10日 | 相沢友子                    | 17日 | FESTA MODE                                         | 24日 | 爆笑問題             | 爆笑問題             | 爆笑問題             |
| 3月  | 3日 | アーロン成清                                  | 10日 | 東野純直                    | 17日 | 真矢 （LUNA SEA）                                  | 24日 | ターザン山本         | 31日                 | CHIE （YO YO YO）    |
| 4月  | 7日 | 佐藤聖子                                      | 14日 | トータス松本 （ウルフルズ） | 21日 | 雄介（ZIP GUNS）                                   | 28日 | U-turn               | U-turn               | U-turn               |
| 5月  | 5日 | ヤングパカパカ                                | 12日 | KOUJI                       | 19日 | 佐藤寛之                                           | 26日 | 真心ブラザーズ       | 真心ブラザーズ       | 真心ブラザーズ       |
| 6月  | 2日 | 林家たい平                                    | 9日  | 菅原誠                      | 16日 | hitomi                                             | 23日 | 石川耕作             | 30日                 | 斉藤和義             |
| 7月  | 7日 | W-NAO （網浜直子、飯島直子）                  | 14日 | 松田樹利亜                  | 21日 | RISA                                               | 28日 | ゆき丸 （The JUICE） | ゆき丸 （The JUICE） | ゆき丸 （The JUICE） |
| 8月  | 4日 | スレイヤーズ &はじまりの冒険者たち スペシャル | 11日 | 広島ピースコンサート'95     | 18日 | 横浜ハイスクール ホットウェーブフェス （中継録音） | 25日 | BRANDNEW MONKEYS     | BRANDNEW MONKEYS     | BRANDNEW MONKEYS     |
| 9月  | 1日 | 松田博幸                                      | 8日  | 鈴木蘭々                    | 15日 | 望月留美 （当時ギリギリガールズ）                  | 22日 | 浅田信一 （SMILE）   | 29日                 | 宇井かおり           |
| 10月 | 6日 | ゆき丸 （The JUICE）                          | 13日 | 入江雅人                    | 20日 | SIAM SHADE                                         | 27日 | NOISE FACTORY        | NOISE FACTORY        | NOISE FACTORY        |
| 11月 | 3日 | ゆき丸 （The JUICE）                          | 10日 | 樋口沙絵子                  | 17日 | 柴田由紀子                                         | 24日 | 國府田マリ子         | 國府田マリ子         | 國府田マリ子         |
| 12月 | 1日 | ゆき丸 （The JUICE）                          | 8日  | キース・リチャーズ          | 15日 | リトルバッハ （元チェッカーズ ・徳永善也のバンド） | 22日 | 藤重政孝             | 29日                 | 井上昌己             |

### 1996年
| 1月 | 5日 | ゆき丸 （The JUICE） | 12日 | 大島賢治 （ニーサンズ） | 19日 | 奥菜恵         | 26日 | ザ・カスタネッツ                                    | ザ・カスタネッツ      | ザ・カスタネッツ      |
| 2月 | 2日 | ゆき丸 （The JUICE） | 9日  | JIGGER'S SON            | 16日 | 相川七瀬       | 23日 | MC仁義                                              | MC仁義                | MC仁義                |
| 3月 | 1日 | ゆき丸 （The JUICE） | 8日  | ゴスペラーズ            | 15日 | HUMMING BIRD   | 22日 | オールナイトニッポン パーソナリティコンテスト優勝者 | 29日                  | 雛形あきこ            |
| 4月 | 5日 | ゆき丸 （The JUICE） | 12日 | 山下弥生                | 19日 | 早坂好恵       | 26日 | 斉藤誠                                              | 斉藤誠                | 斉藤誠                |
| 5月 | 3日 | ゆき丸 （The JUICE） | 10日 | T.M.Revolution          | 17日 | 底ぬけAIR-LINE | 24日 | 小林宏至                                            | 31日                  | ノンキーズ            |
| 6月 | 7日 | ゆき丸 （The JUICE） | 14日 | サイコベイビーズ        | 21日 | PUFFY          | 28日 | 谷口宗一 （元・BAKU）                               | 谷口宗一 （元・BAKU） | 谷口宗一 （元・BAKU） |

### 1997年
| 10月 | 9日 | 底ぬけAIR-LINE | 16日 | 桃乃未琴 | 23日 | 岩男潤子           | 30日 | MALICE MIZER |
| 11月 | 6日 | ココリコ       | 13日 | CASCADE  | 20日 | 谷口崇             | 27日 | THE COLTS    |
| 12月 | 4日 | 植田朝日       | 11日 | 東貴博   | 18日 | さかもとせいちゃん | 25日 | ドクタームネ |

### 1998年
| 1月 | 1日 | （不明）       | 8日  | アリtoキリギリス | 15日 | F-kiss       | 22日 | pee-ka-boo  | 29日        | Daily-Echo  |
| 2月 | 5日 | NOB （CURIO）  | 12日 | ザ・タートルズ   | 19日 | ゆず         | 26日 | ドロンズ    | ドロンズ    | ドロンズ    |
| 3月 | 5日 | FANATIC◇CRISIS | 12日 | ジョビジョバ     | 19日 | ホフディラン | 26日 | TRICERATOPS | TRICERATOPS | TRICERATOPS |

### 2003年
| 10月 | 3日 | はなわ                                              | 10日 | B-DASH     | 17日 | ケツメイシ                               | 24日 | 綾小路セロニアス翔 | 31日    | KinKi Kids |
| 11月 | 7日 | ポルノグラフィティ                                  | 14日 | 一青窈     | 21日 | オールナイトニッポン 青田屋2号スペシャル | 28日 | SPEED              | SPEED   | SPEED      |
| 12月 | 5日 | オールナイトニッポン 長渕剛今夜もバリサンスペシャル | 12日 | 島谷ひとみ | 19日 | たいのっち （国分太一&井ノ原快彦）       | 26日 | w-inds.            | w-inds. | w-inds.    |

### 2004年
| 1月 | 2日 | ハッピーニューカマー! オールナイトニッポン ミュージックルーキーモンキー | 9日         | ドジャース・石井一久 | 16日        | コザック前田と泉谷しげる | 23日        | ロバート                                  |
| 2月 | 6日 | 田中麗奈                                                                | 13日        | TRICERATOPS          | 20日        | MISIA                    | 27日        | DREAMS COME TRUE                          |
| 3月 | 5日 | 柳美里・奥田美和子                                                      | 12日        | 綾小路セロニアス翔   | 19日        | 後藤真希                 | 26日        | オールナイトニッポンスペシャル RADIO GLAY |
| 4月 | 2日 | Mr.Children                                                             | Mr.Children | Mr.Children          | Mr.Children | Mr.Children              | Mr.Children | Mr.Children                               |